# Хоїни (Воломінський повіт)
Хоїни (пол. Choiny) — село в Польщі, у гміні Посвентне Воломінського повіту Мазовецького воєводства.
Населення — 195 осіб (2011).
У 1975-1998 роках село належало до Седлецького воєводства.

## Демографія
Демографічна структура станом на 31 березня 2011 року:
|          | Загалом | Допрацездатний вік | Працездатний вік | Постпрацездатний вік |
| -------- | ------- | ------------------ | ---------------- | -------------------- |
| Чоловіки | 97      | 25                 | 63               | 9                    |
| Жінки    | 98      | 24                 | 54               | 20                   |
| Разом    | 195     | 49                 | 117              | 29                   |